# استون مارتین دی‌بی۱۰
استون مارتین دی‌بی۱۰ (به انگلیسی: Aston Martin DB10) یک خودروی اسپورت است که برای فیلم اسپکتر، فیلمی از مجموعه فیلم‌های جیمز باند، و توسط خودروساز لوکس بریتانیایی، استون مارتین طراحی و ساخته شده‌است.
این خودرو توسط سم مندس و باربارا براکلی که به ترتیب کارگردان و تهیه‌کنندهٔ بیست و چهارمین فیلم از مجموعه فیلم جیمز باند با نام اسپکتر، ساخته شده توسط شرکت ایون پروداکشنز بودند، رونمایی شد. این رونمایی به عنوان بخشی از اکران مطبوعاتی رسمی فیلم در استیج ۰۰۷ استودیوهای پاین‌وود در نزدیکی لندن، و در تاریخ ۴ دسامبر ۲۰۱۴ انجام شد. مندس این خودرو را به عنوان «اولین بازیگر فیلم» معرفی کرد. دی‌بی۱۰ به عنوان خودروی متعلق به جیمز باند در این فیلم مورد استفاده قرار گرفت.
پس از جشن رونمایی در استودیوهای پاین‌وود، استون مارتین در افتتاحیه نمایشگاه «باند این موشن» در موزه فیلم لندن در منطقهٔ کاونت گاردن لندن نیز حضور یافت. در این نمایشگاه، این خودروساز پنجاهمین سالگرد همکاری با فیلم‌های جیمز باند، که با استون مارتین دی‌بی۵ در فیلم پنجه‌طلایی در سال ۱۹۶۴ آغاز شده بود را جشن گرفت.
طراحی دی‌بی۱۰ زیر نظر افسر ارشد طراحی شرکت استون مارتین، مارک رایشمن، و با همکاری نزدیک سم مندس با تیم طراحی انجام گرفت. این خودرو به‌طور ویژه برای فیلم اسپکتر طراحی شد و ۱۰ دستگاه از آن به صورت دست‌ساز توسط تیم‌های طراحی و مهندسی استون مارتین در گیدون ساخته شدند. ۸ دستگاه آن‌ها در فیلم، و دو دستگاه دیگر نیز برای مقاصد تبلیغاتی مورد استفاده قرار گرفتند. طبق گفتهٔ شرکت استون مارتین، «دی‌بی۱۰ نگاه سریعی است به خط مشی طراحی نسل‌های آیندهٔ خودروهای استون مارتین» همچنین بعدها مشخص شد که دی‌بی۱۰ بر اساس مدل وی۸ ونتیج، که در سال ۲۰۱۷ معرفی شد، طراحی شده‌بود. طراحی کلی استون مارتین دی‌بی۱۰ در مقایسه با ونتیج دارای تقاوت‌هایی بود تا طراحی ظاهری ونتیج جدید، که در مرحلهٔ توسعه بود، فاش نشود.
در دسامبر ۲۰۱۴، شرکت استون مارتین برخی مشخصات فنی این خودرو را منتشر کرد. دی‌بی۱۰ از جعبه‌دنده ۶ سرعتهٔ دستی استون مارتین بهره‌مند بود که در مدل‌های مجهز به موتورهای وی۸ این شرکت مورد استفاده قرار گرفته‌بود. شاسی این خودرو بر اساس نسخهٔ بهبود یافتهٔ پلت‌فرم وی‌اچ نسل ۲ استون مارتین شکل گرفته بود که پیش‌تر در مدل وی۸ ونتیج استفاده شده‌بود. با این حال، فاصله بین محورهای این خودرو بیشتر بود و پهنای آن تقریباً با مدل یک-۷۷ برابری می‌کرد. دی‌بی۱۰ از همان موتور ۴٫۷ لیتری وی۸ نصب شده بر روی خودروی وی۸ ونتیج اس با قدرت ۴۳۰ اسب بخار (۳۲۱ کیلووات) و گشتاور ۴۹۰ نیوتن متر (۳۶۱ پوند-فوت) سود می‌برد که می‌توانست این خودرو را به شتاب ۰–۱۰۰ کیلومتر بر ساعت (۰–۶۲ مایل بر ساعت) ۴٫۳ ثانیه و حداکثر سرعت ۳۱۰ کیلومتر بر ساعت (۱۹۳ مایل بر ساعت) برساند.
در ۱۹ فوریه ۲۰۱۶، یکی از دو دستگاه خودروی دی‌بی۱۰ نمایشی ساخته‌شده، در یک حراجی به قیمت ۲٫۴ میلیون پوند انگلستان به فروش رسید.

## نگارخانه

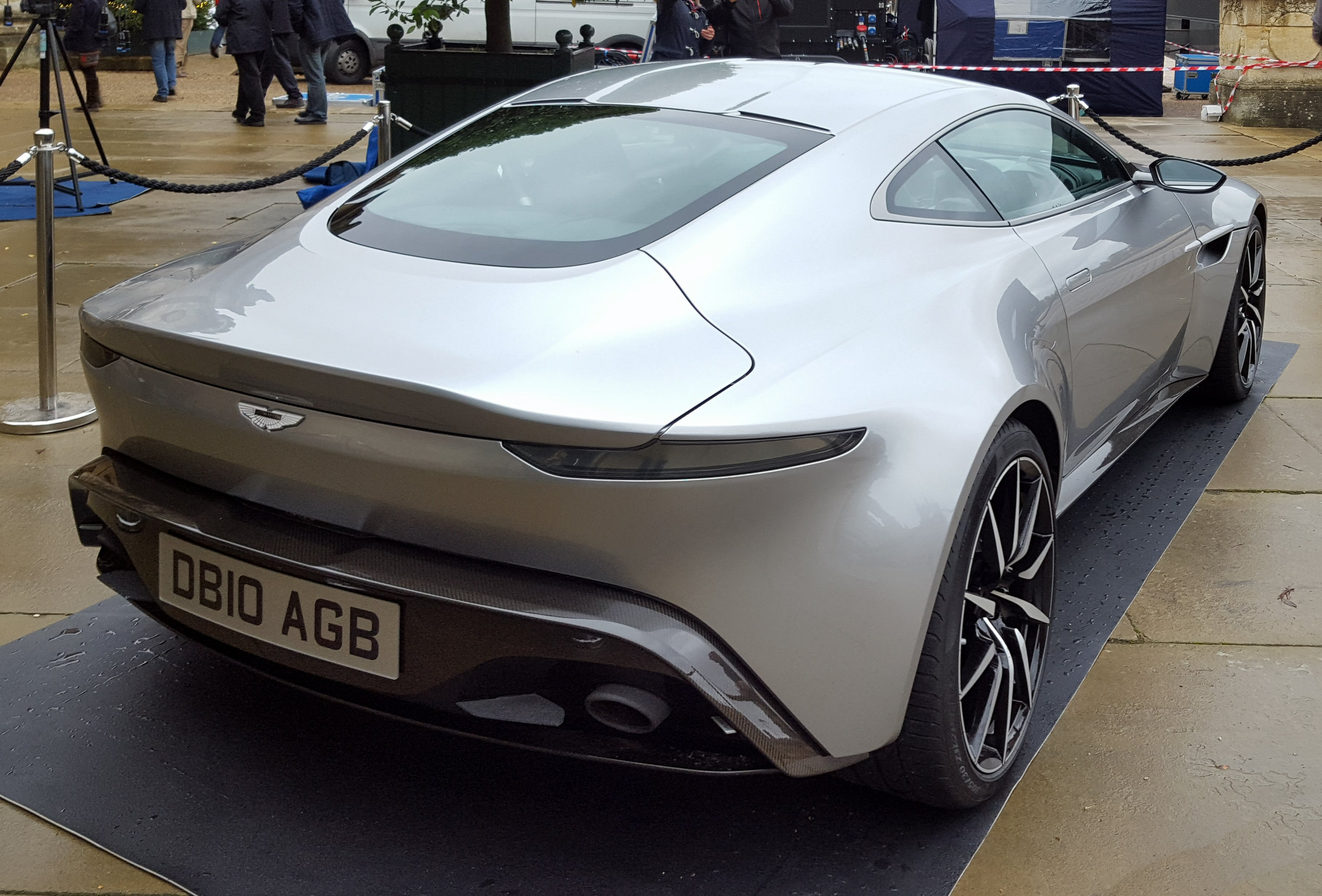
نمای عقب
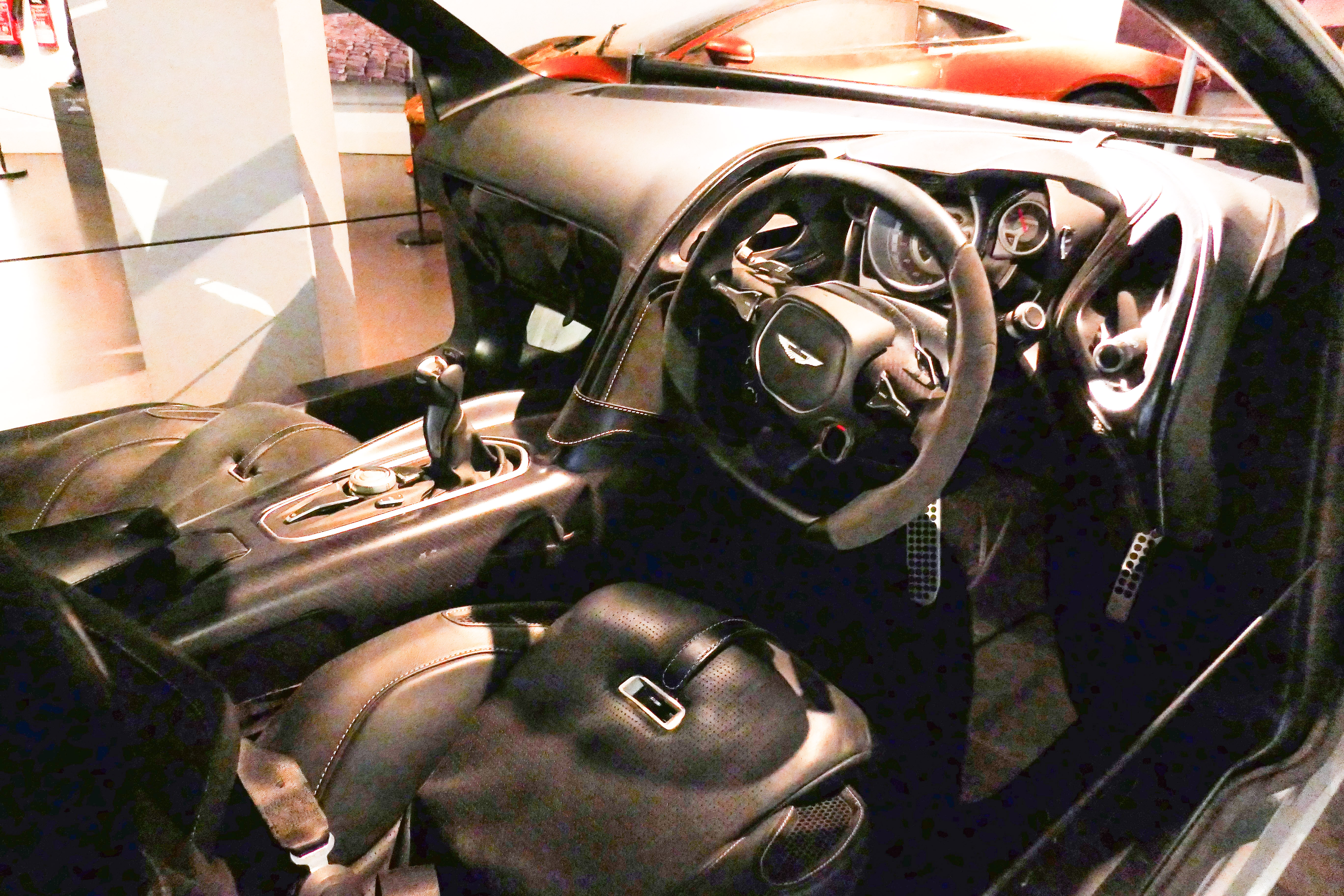
نمای داخلی
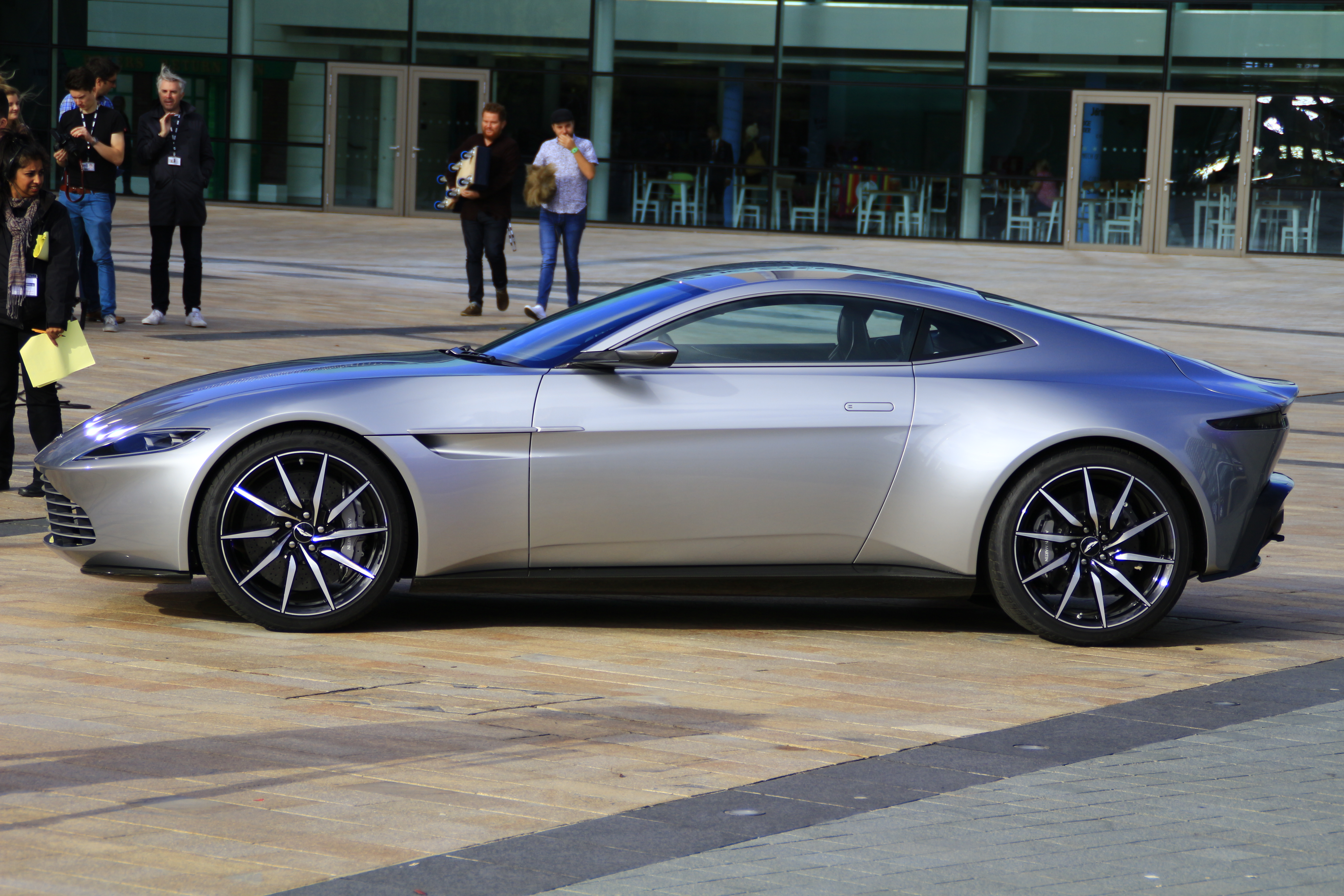
نمای جانبی
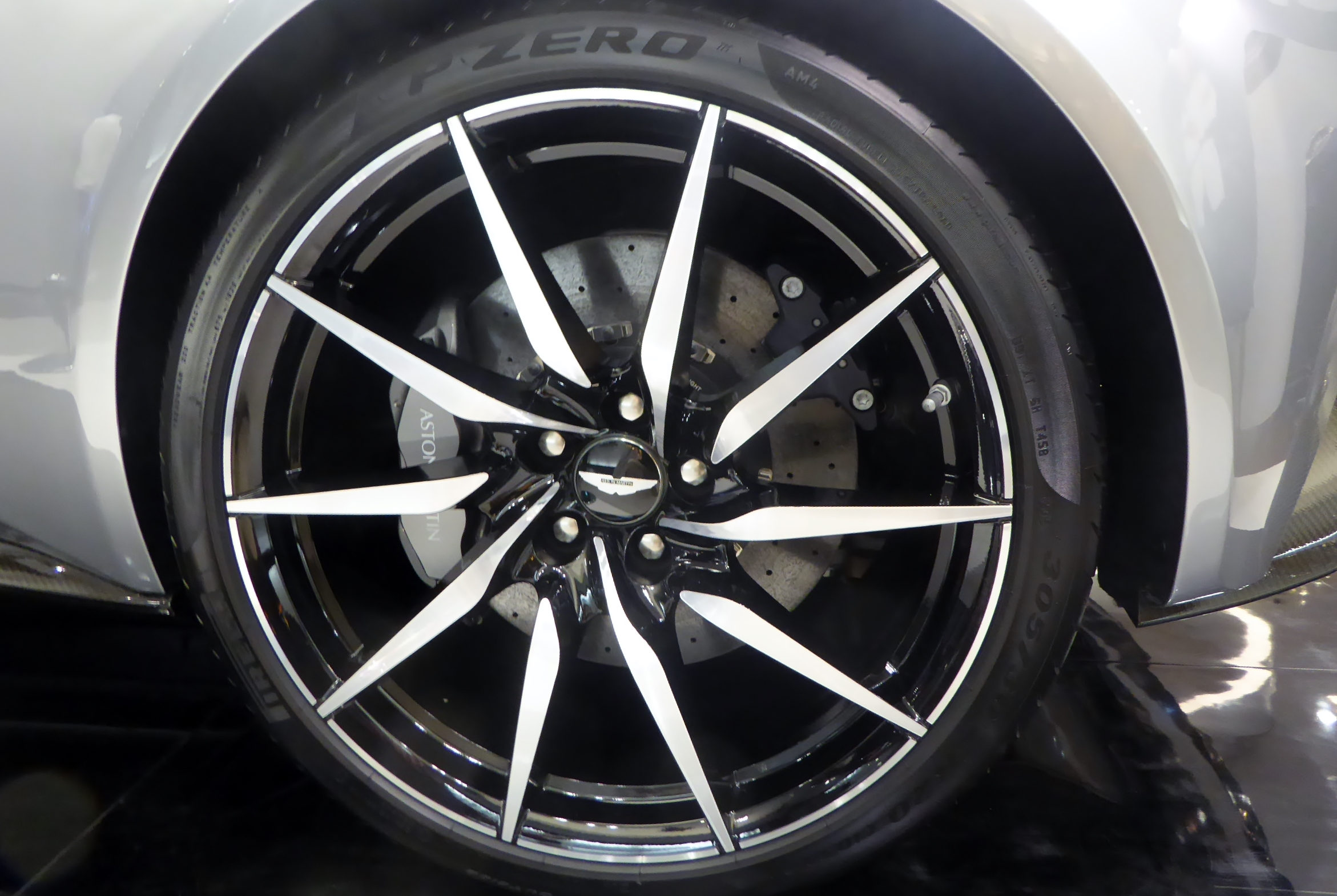
رینگ‌های چرخ سفارشی